# Christian-Louis de Brunswick-Lunebourg
Christian-Louis (25 février 1622, Herzberg – 15 mars 1665, Celle) est duc de Brunswick-Lunebourg de 1641 à sa mort.

## Biographie
Il est le fils aîné de Georges de Brunswick-Calenberg et d'Anne-Éléonore de Hesse-Darmstadt. À la mort de son père, il hérite de la principauté de Calenberg. En 1648, lorsque son oncle Frédéric de Brunswick-Lunebourg meurt sans descendance, il hérite également de la principauté de Lunebourg. Il cède alors le Calenberg à son frère cadet Georges-Guillaume.
Le 9 octobre 1653, Christian-Louis épouse Sophie-Dorothée de Schleswig-Holstein-Sonderbourg-Glücksbourg (1636-1689), fille du duc Philippe de Schleswig-Holstein-Sonderbourg-Glücksbourg. Ils n'ont pas d'enfant. À sa mort, son frère Georges-Guillaume lui succède également à la tête du Lunebourg.